# Alcabideche
Alcabideche est une freguesia de Cascais à l’ouest de Lisbonne au Portugal.